# Bine Prepelič
Bine Prepelič, né le 5 août 2001 à Maribor, est un joueur professionnel slovène de basket-ball jouant au poste d'ailier fort.
Son frère Klemen est également joueur professionnel de basket-ball.

## Biographie

### En club
Bine Prepelič commence sa carrière professionnelle lors de la saison 2016-2017 avec le KK Bistrica, son club formateur où il a commencé en moins de 13 ans en 2012, en troisième division slovène. Il y effectue également la saison suivante.
Il dispute la saison 2018-2019 dans le championnat de deuxième division slovène avec le club du KK Škofja Loka avec qui il dispute 24 matchs pour des moyennes par match de 4,8 points et 1,7 rebond en 10,9 minutes de jeu.
En octobre 2019, il signe son premier contrat professionnel de trois ans avec le KK Domžale, dans le championnat slovène après avoir débuté la saison en deuxième division slovène avec le KK Ilirija avec qui il n'a disputé qu'un seul match.
Il atteint la finale du championnat slovène en 2022 face au KK Cedevita Olimpija avant de s'engager en juin 2022 dans le championnat belge avec le Spirou Charleroi. Après deux saisons en Belgique, le 7 juin 2024, son club annonce qu'il quitte le club à l'issue de la saison 2023-2024.
En juillet 2024, il retourne dans son pays natal en s'engageant au KK Cedevita Olimpija pour deux saisons.

### En équipe nationale
Bine Prepelič a participé au FIBA U18 Eurobasket Division B en 2018, puis au FIBA U18 Eurobasket en 2019 avec l'équipe de Slovénie des moins de 18 ans, où il remporte la médaille de bronze. En 2021, il a participé au FIBA U20 European Challengers avec l'équipe de Slovénie des moins de 20 ans.
Il commence sa carrière avec l'équipe nationale slovène le 11 novembre 2022 lors des qualifications pour la coupe du monde 2023 face à Israël.
En août 2023, il est sélectionné pour participer à la coupe du monde 2023 avec son pays au côté de son frère et de Luka Dončić. Les slovènes sont éliminés en quart de finale par le Canada et termine 7e du tournoi.

## Palmarès et Distinctions

### Palmarès
- Médaille de bronze au FIBA U18 Eurobasket (2019)
- Finaliste du championnat slovène avec le KK Domžale (2022)

### Distinctions personnelles
Néant.